# Științele Pământului
Științele Pământului, cunoscute și ca geoștiințe reprezintă un termen general pentru științele referitoare la Pământ. Acestea cuprind discipline majore ca:

## Lista parțială a științelor Pământului

### Aerologie
- Aeronomie
- Climatologie
- Meteorologie

### Geologie
- Carstologie
- Geologie inginerească
- Geologia mediului
- Geochimie
- Geotehnică
- Geologia cuaternarului
- Geologie istorică
- Geologie fizică
- Geologie marină
- Geologie minieră
- Geologia petrolului
- Geologie structurală
- Hidrogeologie
- Micropaleontologie
- Mineralogie și cristalografie
- Paleontologie
- Petrologie
- Paleomagnetism
- Sedimentologie
- Seismologie
- Stratigrafie
- Tectonică
- Vulcanologie
- Limnogeologie

### Geografie
- Meteorologie
- Geografie fizică
- Geografie umană,
- Paleogeografie
- Pedologie
- Hidrologie
- Geomorfologie
- Glaciologie
- Biogeografie

### Măsurători terestre
- Geodezie
- Topografie
- Fotogrammetrie
- Cartografie
- Astronomie geodezică
- Gravimetrie geodezică

### Științe interdisciplinare
- Oceanografie
- Ecologie
- Știința mediului